# Leganés
Leganés ([le.ɣa.ˈnes]) je město ve středním Španělsku. Je součástí aglomerace Madridu – jde především o satelitní město. Žije zde přibližně 194 tisíc obyvatel a nachází se asi 11 km jihozápadně od centra Madridu.
V Leganés sídlí část univerzity Universidad Carlos III, která byla založena v roce 1989, a to inženýrská fakulta Escuela Superior Politecnica (EPS). Nachází se zde Parquesur, jedno z největších nákupních center v Evropě, postavené na počátku 90. let a úplně zrekonstruované a rozšířené v roce 2005.

## Doprava
Město je obsluhováno linkou 12 madridského metra (Metrosur), která zastavuje v Leganés ve stanicích El Carrascal, Julián Besteiro, Casa del Reloj, Hospital Severo Ochoa, Leganés Central a San Nicasio. Ve stanici Leganés Central zastavují také příměstské vlaky Cercanías.

## Ulice
Ve městě se nachází ulice pojmenovaná AC/DC na počest slavné australské rockové kapely. Kapela Leganés navštívila u příležitosti slavnostního otevření ulice. Tabule s názvem ulice byla často kradena, dokud se městská rada nerozhodla namalovat jméno na zdi místo toho, aby znovu pořizovala nové tabule. Tabule lze dnes zakoupit v místních obchodech jako suvenýr. Jiná ulice je pojmenovaná po rockové kapele Scorpions.